# Toegevoegde operator
De operatorentheorie, een tak van het wiskundige studiegebied der functionaalanalyse, associeert met iedere continue lineaire operator tussen twee topologische vectorruimten een toegevoegde operator, ook wel geadjungeerde operator genoemd.

## Definitie
Laat {\displaystyle X} en {\displaystyle Y} topologische vectorruimten zijn en
{\displaystyle T:X\to Y}
een continue lineaire afbeelding.
Noteer {\displaystyle X^{*}} voor de duale topologische vectorruimte van {\displaystyle X} met de zwak-*-topologie. De elementen van {\displaystyle X^{*}} zijn de continue lineaire afbeeldingen van {\displaystyle X} naar zijn scalairenlichaam {\displaystyle \mathbb {K} } (de reële of de complexe getallen). Zij {\displaystyle Y^{*}} de duale van {\displaystyle Y.}
De toegevoegde operator {\displaystyle T^{*}} wordt gedefinieerd via de rechtse samenstelling met de transformatie {\displaystyle T:}
{\displaystyle T^{*}:Y^{*}\to X^{*}:y^{*}\mapsto y^{*}\circ T}
Met andere woorden, voor een gegeven continue lineaire afbeelding
{\displaystyle y^{*}:Y\to \mathbb {K} }
is de afbeelding {\displaystyle T^{*}y^{*}} gedefinieerd door het functievoorschrift
{\displaystyle T^{*}y^{*}:X\to \mathbb {K} :x\mapsto y^{*}(T(x))}.
Uit dit voorschrift volgen onmiddellijk de continuïteit en de lineariteit van
{\displaystyle T^{*}y^{*}.} Men kan ook aantonen dat de aldus gedefinieerde toegevoegde operator {\displaystyle T^{*}} een continue lineaire afbeelding is.

## Genormeerde vectorruimte
Als {\displaystyle X} en {\displaystyle Y} genormeerde vectorruimten zijn, dan kunnen de duale vectorruimten {\displaystyle X^{*}} en {\displaystyle Y^{*}} ook worden opgevat als genormeerde vectorruimten. De hierboven gedefinieerde toegevoegde operator {\displaystyle T^{*}} is eveneens continu ten opzichte van deze normen, en
{\displaystyle \|T^{*}\|_{Y^{*},X^{*}}\leq \|T\|_{X,Y}}

## Geconjugeerde getransponeerde matrix
Als {\displaystyle X} en {\displaystyle Y} eindigdimensionaal zijn, met dimensies respectievelijk {\displaystyle m} en {\displaystyle n,} en voor beide wordt een vaste basis gekozen, dan is elke lineaire afbeelding van {\displaystyle X} in {\displaystyle Y} continu en wordt deze uniek bepaald door een {\displaystyle m\times n}-matrix.
Ten opzichte van de canonieke duale bases van de duale ruimten wordt een lineaire afbeelding bepaald door de matrix {\displaystyle T^{*},} de geconjugeerde getransponeerde van de matrix {\displaystyle T} ten opzichte van de oorspronkelijke bases.

## Hilbertruimten
Als {\displaystyle X} en {\displaystyle Y} (pre-)hilbertruimten zijn, dan zijn ze beide uitgerust met een inproduct. Het inproduct zorgt voor een natuurlijke identificatie van de ruimte met haar duale:
{\displaystyle x^{*}(w)\equiv \langle x,w\rangle }
In complexe hilbertruimten ({\displaystyle \mathbb {K} =\mathbb {C} }) geldt de bijkomende complicatie dat het inproduct niet symmetrisch, maar Hermitisch is, zie ook hierboven.

### Zelftoegevoegde continue operator
Als {\displaystyle T} een continue lineaire transformatie is van een hilbertruimte ({\displaystyle X=Y}), dan kunnen {\displaystyle T} en {\displaystyle T^{*}} met elkaar vergeleken worden. In het eindigdimensionale geval komt dit overeen met vierkante matrices.
Men noemt {\displaystyle T} zelftoegevoegd als {\displaystyle T^{*}=T.}

## Onbegrensde operatoren in een hilbertruimte
De kwantummechanica maakt vaak gebruik van lineaire transformaties van een deelverzameling van de hilbertruimte die niet kunnen worden uitgebreid tot continue lineaire transformaties van de gehele hilbertruimte. Bekende voorbeelden zijn de Laplace-operator {\displaystyle \Delta } in {\displaystyle L^{2}(\mathbb {R} ^{n})} en algemener de meeste Schrödinger-operatoren.
Als
{\displaystyle T:D\subset H\to H}
een (niet noodzakelijk continue) lineaire afbeelding is van een deelvectorruimte {\displaystyle D} van de hilbertruimte naar diezelfde hilbertruimte, en het domein {\displaystyle D} van {\displaystyle T} is topologisch dicht in {\displaystyle H,} dan kan men nog steeds de toegevoegde operator {\displaystyle T^{*}} definiëren met het voorschrift
{\displaystyle \langle Tx,y\rangle =\langle x,T^{*}y\rangle }
Het domein van {\displaystyle T^{*}} bestaat uit de vectoren {\displaystyle D} waarvoor het linkerlid een continue lineaire functionaal in {\displaystyle x} oplevert.
Men kan aantonen dat {\displaystyle T^{*}} een gesloten operator is, dat wil zeggen dat zijn grafiek
{\displaystyle {\mathcal {G}}(T^{*})=\{(x,T^{*}x)|x\in {\hbox{dom }}(T^{*})\}}
een gesloten deelverzameling is van {\displaystyle X\times X}.
Als {\displaystyle T} zelf een gesloten, dicht gedefinieerde operator is, dan is {\displaystyle T^{*}} eveneens dicht gedefinieerd:
{\displaystyle {\overline {{\hbox{dom }}(T^{*})}}=X},
en in dat geval is de toegevoegde van {\displaystyle T^{*}} opnieuw {\displaystyle T} zelf:
{\displaystyle (T^{*})^{*}=T}.

### Symmetrische onbegrensde operator
{\displaystyle T} heet symmetrisch als
{\displaystyle {\hbox{dom}}(T)\subset {\hbox{dom}}(T^{*})} en {\displaystyle \forall x\in {\hbox{dom}}(T):T^{*}x=Tx}.

### Zelftoegevoegde onbegrensde operator
{\displaystyle T} heet zelftoegevoegd als
{\displaystyle {\hbox{dom}}(T)={\hbox{dom}}(T^{*})} en {\displaystyle \forall x\in {\hbox{dom}}(T):T^{*}x=Tx}.